# Мревлишвили, Михаил Николаевич
Михаил Николаевич Мревлишвили (груз. მიხეილ ნიკოლოზის ძე მრევლიშვილი; 19 августа, 1904 — 1 марта, 1980) — грузинский советский писатель и драматург, заслуженный деятель искусств Грузинской ССР (1961).

## Биография
Михаил Мревлишвили родился 6 (19) августа 1904 года — в городе Они в Западной Грузии.
Автор романа «Инон», повести «Очаг Харатели» (1947), сборника «Тбилисские новеллы» (1964), романа «Опасный поворот» (1964), пьес «Николоз Бараташвили» (1949), «Лавина» (1956), «Пламенный мечтатель» (1957) — об Александре Сергеевиче Грибоедове.
Пьесы Мревлишвили ставятся на сцене театров Грузии: в 1958 году на сцене Тбилисского театра имени А. С. Грибоедова была поставлена пьеса «Пламенный мечтатель».
Член КПСС с 1951 года.
Умер 1 марта 1980 года.

## Награды
- орден «Знак Почёта» (17.04.1958)
- заслуженный деятель искусств Грузинской ССР (1961)